# Osamu Nishitani
Osamu Nishitani (西谷 修, Nishitani Osamu) est un philosophe japonais, né le 4 mars 1950 à Aichi. Il a étudié aux facultés de droit de l’Université de Tokyo et de littérature française de l’Université municipale de Tokyo, puis a suivi pendant deux ans un DEA de lettres modernes  en France de 1979 à 1981 à l’Université de Paris VIII.

## Biographie
Enseignant depuis 1986 la littérature et la pensée contemporaines françaises à l’Université Meiji Gakuin de Tokyo, il est actuellement professeur à l’école doctorale de l’Université des langues étrangères de Tokyo (Tokyo University of Foreign Studies - TUFS), où il est chargé d'un cours intitulé "Global Studies Laboratory" : études transdisciplinaires de la mutation du monde contemporain.
Travaillant notamment sur Georges Bataille, Maurice Blanchot, Emmanuel Levinas et Marguerite Duras, il a dégagé l’idée d’ « impossibilité de mourir » -- en opposition à la définition de la mort par Heidegger --, comme clef de la compréhension des conditions de l’existence humaine, radicalement transformées par la Seconde Guerre mondiale.
Auschwitz et Hiroshima étant les événements emblématiques de ce bouleversement. C’est le sujet central de son premier ouvrage : Wonderland de l'immortalité (Fushi no Wonderland, Seidosha, 1990), qui traite de l’effacement du sujet, du rapport à la mort, de l’articulation de l’individu et de la communauté, l’histoire, le rôle des technologies, etc.
Nishitani a ensuite publié deux livres sur la Guerre mondiale :
- Traité de la Guerre (Sensô-ron, Iwanami Shoten, 1998), une réflexion historico-ontologique sur la Guerre mondiale, écrite au moment de la première Guerre du Golfe
- Toucher la palpitation nocturne (Yoru no kodô ni fureru, Presses Universitaires de Tokyo,1994), qui pourrait être présentée comme étant une autre version de la « dialectique des Lumières ».

Entretemps, il a réuni plusieurs essais sur la déstabilisation du sujet dans le monde moderne sous le titre de Détachement et déplacement (Ridatsu to Idô, Serika-shobo, 1997), et codirigé un travail collectif consacré aux problèmes de la religion à l’épreuve de la modernité : Repenser la religion (4 Tomes) (Iwanami Shoten, 2000).
Après le 11 septembre 2001, il s’est attaché à analyser La Guerre contre la Terreur (Tero tono senso toha nanika, Ibunsha, 2006), études historico-géo-politiques du « nouvel ordre mondial ».
Il prépare actuellement À la recherche de la Raison perdue (2009), travail inspiré par l'œuvre du juriste et psychanalyste français Pierre Legendre, dont il est le principal traducteur au Japon depuis une dizaine d’années.
Il a également traduit en japonais des textes de Georges Bataille dans Non-savoir : une pensée ouverte (1986), qui réunit quatre conférences prononcées entre 1951 et 1953 sur la notion de non-savoir, la biographie de Michel Surya, Georges Bataille, la mort à l'œuvre (Kawade Shôbo shinsha, 1991), La Communauté désœuvrée de Jean-Luc Nancy (Ibunsha, 2001), La Communauté inavouable de Maurice Blanchot (Asahi Shuppansha, 1984), De l'existence à l'existant d'Emmanuel Levinas (Asahi Shuppansha, 1987).
Sa recherche actuelle concerne principalement les conditions de l’existence humaine à l’ère de la « techno-science-économie ». Comme chargé de cours sur l’histoire des idées médicales dans une faculté de médecine à Tokyo depuis 2004, il essaie de retracer à travers l'évolution de la médecine les transformations techniques d'un savoir pratique qui agit concrètement sur les êtres vivants. En 2009, il a été chercheur invité à l’Institut d’Etudes Avancées de Nantes.

## Textes publiés en français
- « La formation du sujet au Japon », in Cahier Intersignes, no.8-9, 1992.
- « Dékunobo ou cent ans d’un grand poète mineur (sur Miyazawa Kenji) », in Dédale, no.5-6, 1997.
- « Sécularité ou traduction de la Modernité au Japon », in Cahier de la villa Gillet, 1998.
- « Georges Bataille et le mythe du bois : une réflexion sur l'impossibilité de la mort », dans Vers une sémiotique différentielle. Texte - lecture - interprétation, études réunies par Andrée Chauvin et François Migeot, vol. 3, Semen no 11, Presses Universitaires Franc-Comtoises, 1999, p. 285-302 ; repris dans Lignes, « Nouvelles lectures de Georges Bataille », n° 17, mai 2005, p.40-55.
- « Repenser la "fin de l’Histoire", la Modernité et l’Histoire », in La Modernité après le post-moderne, pp.147-156, Maisonneuve & Larose, 2002.
- « Deux notions occidentales de l’Homme : Anthropos et Humanitas », in Tisser le lien social, sous la direction d’Alain Supiot, Éditions de la Maison des Sciences de l’Homme, 2004.
- L'impérialisme de la liberté. Un autre regard sur l'Amérique, trad. du japonais par Arthur Defrance, Seuil, coll. « Poids et mesures du monde », 2022.